# Кларк-Льюис, Элдес
Элдес Кларк-Льюис (англ. Eldece Clarke-Lewis; род. 13 февраля 1965) — багамская легкоатлетка (бег на короткие дистанции), чемпионка и призёр летних Олимпийских игр, участница трёх Олимпиад.

## Карьера
На летних Олимпийских играх 1984 года в Лос-Анджелесе Кларк выступала в беге на 100 метров и эстафете 4×100 метров. В первом виде она пробилась в четверть финал, где показала результат 11,85 с и выбыла из борьбы за медали. В эстафете команда Багамских Островов заняла 6-е место.
На летних Олимпийских играх 1996 года в Атланте Кларк снова выступала в тех же дисциплинах. В коротком спринте Кларк пробилась в четвертьфинал, где преодолела дистанцию за 11,47 и выбыла из дальнейшей борьбы. В эстафете команда Багамских Островов (Элдис Кларк-Льюис, Чандра Старрап, Саватида Файнс, Полин Дэвис-Томпсон), за которую Кларк бежала на первом этапе, завоевала серебряные медали (42,14 с), уступив команде США (41,95 с) и опередив команду Ямайки (42,24 с).
На следующей летней Олимпиаде 2000 года в Сиднее Кларк выступала только в короткой эстафете, где команда Багамских Островов преодолела дистанцию за 41,95 с и стала олимпийской чемпионкой, опередив завоевавшую серебро команду Ямайки (42,13 с) и бронзового призёра — команду США (42,20 с).